# Ivett Gonda
Ivett Gonda (Jászberény, 28 aprile 1986) è un'ex taekwondoka canadese naturalizzata ungherese.

## Palmarès
- Giochi panamericani

Rio de Janeiro 2007: bronzo nei 49 kg;
Guadalajara 2011: oro nei 49 kg.
- Campionati panamericani

Santo Domingo 2004: oro nei 49 kg;
Buenos Aires 2006: bronzo nei 51 kg;
Monterrey 2010: oro nei 53 kg.
- Europei

Baku 2014: bronzo nei 49 kg.